# Carvalho de Egas
Carvalho de Egas era una freguesia portuguesa del municipio de Vila Flor, distrito de Braganza.

## Historia
Fue suprimida el 28 de enero de 2013, en aplicación de una resolución de la Asamblea de la República portuguesa promulgada el 16 de enero de 2013 al unirse con la freguesia de Candoso, formando la nueva freguesia de Candoso e Carvalho de Egas.